# Марлоу Кук
Марлоу Вебстер Кук (англ. Marlow Webster Cook; нар. 27 липня 1926, Акрон, Нью-Йорк — 4 лютого 2016) — американський політик-республіканець, сенатор США від штату Кентуккі з 1968 по 1974.
Кук брав участь у Другій світовій війні (ВМС США). Він отримав диплом юриста у 1950 році в Університеті Луїсвілля і почав свою кар'єру як адвоката у Луїсвіллі. У 1961 році він вступив на посаду судді в окрузі Джефферсон. Після роботі у Сенаті, Кук працював юристом у Вашингтоні.